# Daniel Salas Peraza
Daniel Salas Peraza (Carmen, San José, 9 de marzo de 1977) es un médico y político costarricense, fungió como ministro de Salud Pública desde el 28 de noviembre de 2018 hasta el 29 de abril de 2022.

## Biografía

### Primeros años y formación
Nació en el distrito metropolitano del Carmen, en el cantón central de San José, el 9 de marzo de 1977. Hijo mayor del matrimonio de Eduardo Salas Rodríguez y Marta Guiselle Peraza Valenciano, los cuales tuvieron dos hijos más Luis Alonso Salas Peraza y Osvaldo Salas Peraza. Creció en un hogar con profundas convicciones cristianas de tipo evangélico. Realizó estudios en el Liceo Mauro Fernández. Cursó la educación universitaria en la Universidad de Costa Rica (UCR) entre 1995 y 2001, lugar en el que obtiene una licenciatura en Medicina y Cirugía, y posteriormente, ingresa al Instituto Tecnológico de Costa Rica (TEC) en 2012, donde obtiene un diplomado en Gerencia de Proyectos. Salas también cuenta con una maestría en Salud Pública con énfasis en Gerencia. Además se destaca por cursar en la Universidad Nacional de Costa Rica la Maestría Profesional de Epidemiología.

### Carrera
En agosto de 2007, y hasta noviembre de 2009, se desempeña como asesor de la ministra de Salud Pública, María Luisa Ávila, y en noviembre de 2009, fungió como director de la Dirección de Mercadotecnia de la Salud del Ministerio de Salud Pública. Entre agosto de 2012 y mayo de 2014, Salas se desempeñó como subdirector nacional de la Dirección Nacional de CEN-CINAI.
En mayo de 2014, Salas se desempeñó como coordinador de la Vigilancia de Enfermedades Crónicas no transmisibles, y posteriormente, en enero de 2016, se desempeñó como director de la Dirección de Vigilancia de la Salud del Ministerio de Salud Pública.
El 28 de noviembre de 2018, fue designado por el presidente Carlos Alvarado Quesada como ministro de Salud Pública de Costa Rica después de la renuncia de la anterior ministra, Giselle Amador Muñoz. La función de Salas como ministro de Salud Pública se vio remarcada por la pandemia de enfermedad por el coronavirus de 2020, la cual afectó al país desde marzo de ese año y necesitó de la atención especial del ministro y el Ministerio, y por la firma de la norma técnica para la interrupción terapéutica del embarazo, en 2019.
El 30 de septiembre de 2019, resultó elegido presidente del 57.º Consejo Directivo de la Organización Panamericana de la Salud (OPS).